# Абдурраззак Афифи
Абдурразза́к ибн Афи́фи ибн Ати́я ибн Абдуль-Барр ибн Ша́раф аль-Мисри́ (Шаншур, сентябрь 1905 — Эр-Рияд, 1 сентября 1994) — египетско-саудовский богослов, основатель и руководитель «Общества приверженцев сунны Мухаммеда».

## Биография
Абдурраззак Афифи родился в месяце Раджаб 1323 года по мусульманскому календарю (сентябрь 1905 года) в деревне Шаншур (араб. شنشور‎), центр Ашмун, мухафаза Минуфия, Египет. Начальное и среднее образование получил в Аль-Азхаре, в 1932 году получил сертификат Аль-Азхара, а затем достиг степени магистра по специальности «Фикх и основы фикха». После окончания университета занимался преподаванием в различных институтах Аль-Азхара.
Абдурраззак Афифи был одним из основоположников и главой «Общества приверженцев сунны Мухаммеда» (араб. جماعة أنصار السنة المحمدية‎). Вместе с этим был учителем в Александрийском институте Аль-Азхара.
В 1949 году Египет посещает министр образования (араб. مدير المعارف العام‎) Саудовской Аравии Мухаммад ибн Мани для того, чтобы пригласить египетских улемов преподавать в учебном заведении Дар ат-таухид (г. Таиф). Абдурраззак Афифи и некоторые другие египетские богословы соглашаются на предложение Мухаммада ибн Мани и отправляются в Саудовскую Аравию. Абдурраззак Афифи в течение двух лет преподаёт в Дар ат-таухиде, затем направляется в факультеты шариата и арабского языка недавно открывшегося Научно-исследовательского института Эр-Рияда.
Абдурраззак Афифи скончался в четверг, 25 числа месяца раби аль-авваль 1415 года хиджры (1 сентября 1994 года). Джаназа-намаз над ним был прочтён в мечети имени имама Турки, а имамом в ней, согласно завещанию, был Абдуль-Азиз ибн Баз. Абдурраззак Афифи был похоронен в Эр-Рияде, на кладбище аль-Ауд.